# Palpozenillia palpalis
Palpozenillia palpalis är en tvåvingeart som först beskrevs av Aldrich 1932.  Palpozenillia palpalis ingår i släktet Palpozenillia och familjen parasitflugor. Inga underarter finns listade i Catalogue of Life.